# Vladímir Baguírov
Vladímir Konstantínovitx Baguírov (en rus: Влади́мир Константи́нович Баги́ров; Bakú, 16 d'agost de 1936 - Finlàndia, 21 de juliol de 2000) va ser un jugador, escriptor, i entrenador d'escacs que va jugar sota bandera soviètica i letona, i que tenia el títol de Gran Mestre des de 1978. Va participar en deu Campionats d'escacs de l'URSS, i hi va assolir com a millor resultat una quarta plaça en el seu debut, el 1960. Baguírov va ser Campió del Món Sènior el 1998.

## Biografia i resultats destacats en competició
Vladímir Baguírov va néixer a Batum, Geòrgia, fill de pare armeni i de mare ucraïnesa., però va passar la infantesa a Bakú, l'Azerbaijan. Més endavant va anar a viure a Riga, Letònia. Va demostrar un bon talent escaquístic en la seva joventut i va ser tutelat pel Mestre i entrenador Vladímir Makogonov. Va fer el seu debut en les semifinals del campionat soviètic de 1957, però no va accedir a la final. Sí que es va classificar per a la final, per primer cop, el 1960, en el 27è Campionat de l'URSS, a Leningrad, i hi va obtenir una excel·lent quarta plaça (el vencedor fou Víktor Kortxnoi).
Va ser seleccionat per formar part de l'equip soviètic al Campionat d'Europa per equips nacionals d'Oberhausen de 1961, en què els soviètics assoliren la medalla d'or, i va jugar també a l'equip soviètic que va vèncer a l'Olimpíada d'Estudiants de 1961 a Hèlsinki, en un equip en què també hi havia Leonid Stein i Eduard Gufeld, entre d'altres. A Bagírov se li va concedir el títol de Mestre Internacional el 1963, però va haver d'esperar fins a 1978 per a ser reconegut formalment com a Gran Mestre, malgrat que el seu resultat en el Campionat soviètic de 1960 demostrava clarament que ja llavors tenia aquest nivell.
Baguírov es va posar a treballar com a entrenador els anys 1970 i durant un breu període el 1975, va ser entrenador nacional de l'Azerbaidjan, i va ser l'únic entrenador del futur Campió del món d'escacs Garri Kaspàrov. Després d'una disputa amb els dirigents dels escacs soviètics, Baguírov es va traslladar a Letònia a finals dels anys 1970 i va entrenar el Campió del Món Mikhaïl Tal i els futurs Grans Mestres Aleksei Xírov i Alexander Shabalov.
Bagírov va ser també un reputat teòric de les obertures, sobretot pel que fa a la seva favorita defensa Alekhine, sobre la qual va publicar dos llibres i un CD-Rom entre 1994 i 2000.
Després de la dissolució de la Unió Soviètica a 1991, Baguírov va jugar més torneigs que mai, prenent part en molts oberts a Europa. Va mantenir una bona forma i el 1998 va guanyar el campionat del món sènior a Grieskirchen (Àustria), amb 8.5/11 punts.
Baguírov morir mentre jugava un torneig a Finlàndia el 2000: havia començat el Heart of Finland Open a la Finlàndia Central amb tres bones victòries aconseguint el liderat, i tenia una posició guanyadora en la quarta ronda contra Teemu Laasanen, però va patir un atac de cor i va morir l'endemà, el 21 de juliol de 2000.

## Obres
- Obertura anglesa: Clàssica i Índia, traduït del rus a l'anglès per Ken Neat, Londres, Cadogan Chess, 1994, ISBN 1-85744-033-1.
- Obertura anglesa: Simètrica, traduït del rus a l'anglès per Ken Neat, Londres, Cadogan Chess, 1995, ISBN 1-85744-032-3.
- Gambit de dama refusat, Variant del canvi, CD-Rom, Amsterdam, New In Chess, 2000.